# 프로페셔널다트코리아
프로페셔널다트코리아(Professional Darts Korea, PDK)은 대한민국의 프로 다트를 관할하는 스포츠 행정 기구이다.

## 같이 보기
- 대한다트연맹